# 日産プリンス兵庫販売
日産プリンス兵庫販売株式会社（にっさんプリンスひょうごはんばい）とは、兵庫県神戸市に本社を置く、日産自動車の販売会社（旧レッドステージ店）である。
なお、兵庫県内であっても阪神地区の店舗運営は同社ではなく、日産大阪販売が行っている（1968年までは「日産プリンス阪神販売」が存在し阪神地区で営業していたが、日産プリンス大阪と合併した）。

## 沿革
- 1986年2月19日 - プリンス自販株式会社設立。
- 1986年4月 - 日産プリンス兵庫販売株式会社に社名変更。日産ディーラー権を譲受。
- 2012年1月 - 持株会社制に移行。純粋持株会社「NPHホールディングス株式会社」を設立。日産プリンス兵庫販売株式会社・兵庫スズキ株式会社（2011年設立）・兵庫サービス株式会社を100％事業子会社として組織再編。

## 兵庫県内の他日産車販売店
- 日産但馬販売（兵庫日産の関連会社）
- 兵庫日産自動車
- 日産大阪販売 （阪神地区を担当）

## 事業所
- 灘店（本社・兵庫サービス整備工場）  
  - 神戸市灘区烏帽子町3丁目3番11号
- 兵庫店  
  - 神戸市兵庫区駅前通5丁目3番22号
- 須磨店  
  - 神戸市須磨区行幸町1丁目4-7
- 三田店  
  - 三田市大原488-3
- 柏原店  
  - 丹波市柏原町田路48-1
- 三木店  
  - 三木市志染町広野1丁目255
- 滝野店 
  - 加東市北野370
- 福崎店  
  - 神崎郡福崎町福崎新字町田393-1
- 明石店  
  - 明石市魚住町金ヶ崎字佃313
- 玉津店  
  - 神戸市西区玉津町小山字走り田249-3
- 加古川店  
  - 加古川市加古川町粟津大向11-1
- 姫路店  
  - 姫路市西今宿3丁目1番11号
- 姫路東店  
  - 姫路市花田町一本松字正年36の1
- 太子店  
  - 揖保郡太子町鵤1401の1
- 広畑店  
  - 姫路市広畑区長町2-121
- 明石中古車センター  
  - 明石市魚住町金ヶ崎字佃313
- 姫路中古車センター  
  - 姫路市東今宿3-13-10
- 朝日オートセンター
  - 尼崎市大庄北5-2-1
- 明石サービスセンター  
  - 明石市魚住町金ヶ崎字佃313